# Bloch: Verfolgt
Verfolgt ist ein deutscher Fernsehfilm von Jan Schütte aus dem Jahr 2010. Es ist die siebzehnte Episode der Fernsehreihe Bloch.

## Handlung
Der Therapeut Dr. Maximilian Bloch sieht sich mit einer ungewöhnlichen Situation konfrontiert: Eine Frau namens Svenja fängt an, sich hartnäckig um eine Therapie bei ihm zu bemühen. Sie behauptet, immer in ungesunde Beziehungen zu geraten, aufgrund eines Kindheitstraumas. Während Bloch versucht, ihr zu helfen, entwickelt Svenja ihm gegenüber eine Besessenheit, die nicht nur seine professionelle Integrität infrage stellt, sondern auch sein persönliches Leben bedroht. Die Situation verschärft sich, als Svenja beginnt, Blochs Freundin Clara zu belästigen und zu bedrohen. Bloch steht vor einem moralischen Dilemma zwischen seiner Verantwortung als Therapeut und den persönlichen Risiken, die diese Situation mit sich bringt.

## Produktion
Verfolgt wurde vom 22. Juni 2009 bis zum 24. Juli 2009 unter dem Arbeitstitel Svenja in Baden-Baden und Umgebung gedreht und am 17. März 2010 im Rahmen der ARD-Reihe „FilmMittwoch im Ersten“ um 20:15 Uhr erstausgestrahlt.

## Kritik
Die Kritiker der Fernsehzeitschrift TV Spielfilm vergaben dem Film die bestmögliche Wertung, sie zeigten mit dem Daumen nach oben. Sie konstatierten: „Für einen professionellen Seelenkenner stellt sich Bloch […] mitunter naiv an, dennoch reißt der Fall mit. Stark: Victoria Trauttmansdorff, die in ihrer Darstellung der Stalkerin jedes "Irren"-Klischee meidet“. Das Urteil lautete: „Verfolgt einen noch nach dem Abspann!“.